# Tyler McGill
Tyler Tennant McGill (Champaign, 18 agosto 1987) è un ex nuotatore statunitense.

## Palmarès
- Olimpiadi

Londra 2012: oro nella 4x100m misti.
- Mondiali

Roma 2009: oro nella 4x100m misti.
Shanghai 2011: oro nella 4x100m misti e bronzo nei 100m farfalla.
- Mondiali in vasca corta

Dubai 2010: oro nella 4x100m misti.
- Giochi PanPacifici

Irvine 2010: argento nei 100m farfalla.